# Lingua kapingamarangi
La lingua kapingamarangi è una lingua polinesiana parlata negli Stati Federati di Micronesia, nello stato federato di Pohnpei.

## Distribuzione geografica
Secondo l'edizione 2009 di Ethnologue, i 3000 locutori di kapingamarangi si distribuiscono equamente tra le due isole di Kapingamarangi e Pohnpei, nelle isole Caroline.

## Classificazione
Secondo l'edizione 2009 di Ethnologue, la classificazione completa è la seguente:
- Lingue austronesiane
  - Lingue maleo-polinesiache
    - Lingue maleo-polinesiache centro-orientali
      - Lingue maleo-polinesiache orientali
        - Lingue oceaniche
          - Lingue oceaniche remote
            - Lingue oceaniche centrali ed orientali
              - Lingue del Pacifico centrale
                - Lingue figiane orientali-polinesiane
                  - Lingue polinesiane
                    - Lingue polinesiane nucleari
                      - Lingue samoiche
                        - Lingue elliseane
                          - Lingua futuniana

## Sistema di scrittura
Per la scrittura viene usato l'alfabeto latino.